# Drum național 56B
Der Drum național 56B (rumänisch für „Nationalstraße 56B“, kurz DN56B) ist eine Hauptstraße in Rumänien.

## Verlauf
Die Straße in der Kleinen Walachei (Oltenien) beginnt an dem Drum național 56A in Hinova, von dem sie zunächst in südwestlicher Richtung nach Burila Mare führt, wo der Drum național 56C von ihr abzweigt, die den Drum național 56A bei Salcia wieder erreicht. Die DN56B führt zur Donau und auf die Donauinsel Ostrovu Mare, an deren Südende sie den Fluss beim Kraftwerk Eisernes Tor 2 mit einem seit Ende 2011 geöffneten Grenzübergang nach Serbien überquert.
Die Länge der Straße beträgt rund 37 Kilometer.